# Matías Tellechea
Matías Nicolás Tellechea Pérez (Maldonado, Uruguay, 21 de septiembre de 1992) es un futbolista uruguayo. Juega de delantero y su club actual es el Deportivo Maldonado de la Primera División de Uruguay.

## Clubes
| Club                 | País    | Año       |
| -------------------- | ------- | --------- |
| Atenas de San Carlos | Uruguay | 2009-2010 |
| Cerro Largo          | Uruguay | 2011-2012 |
| Botafogo             | Brasil  | 2012      |
| Deportivo Maldonado  | Uruguay | 2013-2014 |
| Cerro Largo          | Uruguay | 2015-2017 |
| Deportivo Maldonado  | Uruguay | 2018      |
| Cerro Largo          | Uruguay | 2019      |
| Deportivo Maldonado  | Uruguay | 2020      |
| Lautaro de Buin      | Chile   | 2021      |
| Deportes Melipilla   | Chile   | 2021      |
| Deportivo Maldonado  | Uruguay | 2022-Act. |